# Por
Por (en arménien Փոռ) est une communauté rurale du marz de Vayots Dzor, en Arménie. Elle compte 145 habitants en 2008.